# Guglielmo di York
Guglielmo di York, nato come William FitzHerbert (in inglese William of York; York, fine XI secolo – York, 8 giugno 1154), è stato un arcivescovo cattolico e santo inglese.
Era figlio di Herbert di Winchester, cancelliere e tesoriere del re, e di Emma, la cui parentela non è certa: ella sarebbe stata sorellastra del re Stefano d'Inghilterra e di Enrico di Blois, figlia illegittima di Stefano II di Blois.Fu due volte arcivescovo di York: per la prima tuttavia la sua nomina non ottenne la conferma di papa Eugenio III e dovette cedere la cattedra al cistercense Henry Murdac. Alla morte di questi e di Eugenio III, ottenne definitivamente la cattedra di York da papa Anastasio IV. Dopo la sua morte, avvenuta solo un mese dopo la sua riconferma alla cattedra di York, si ebbe notizia di miracoli verificatisi sulla sua tomba e nel 1227 papa Onorio III lo elevò agli onori degli altari.

## Biografia
Guglielmo fu prebendario di Weighton, nella diocesi dello Yorkshire tra il 27 giugno 1109 ed il 24 febbraio 1114 ed in un determinato momento di quel periodo divenne tesoriere di York. In data imprecisata, fra il 1125 ed il 1133, egli divenne anche arcidiacono di East Riding nello Yorkshire. Sembra che egli abbia mantenuto entrambi gli incarichi fino alla sua nomina ad arcivescovo di York.
Lavorando per l'arcivescovo di York, Thurstan, Guglielmo rimase coinvolto nella controversia fra questi ed il re Enrico I, dopo che quest'ultimo aveva preteso la subordinazione degli arcivescovi di York a quelli di Canterbury. Guglielmo accompagnò Thurstan in esilio in Europa e nella sua ambasciata a Roma, presso la corte pontificia. La riconciliazione con Enrico permise nel 1121 il rientro a York. Nel 1127 venne emessa una norma pontificia in favore dell'indipendenza dell'arcivescovo di York.

### La prima nomina
Nel gennaio del 1141 egli fu eletto arcivescovo di York. Originariamente il capitolo della cattedrale aveva eletto nel 1140 Valteno, un religioso agostiniano di origine scozzese, abate di Melmose, ma la sua elezione venne invalidata poiché si venne a sapere che uno dei suoi sostenitori, per promuoverne l'elezione, aveva fatto un dono contrario al diritto canonico. Allora Enrico di Blois, vescovo di Winchester, cercò di promuovere la nomina di Enrico di Sully, un altro nipote di Stefano e di Enrico. Ma la nomina del Sully venne rifiutata da papa Innocenzo II, che volle mantenere il medesimo abate di Fécamp. Alla terza elezione, tenutasi nel gennaio 1141, venne finalmente eletto Guglielmo; non si sa se il medesimo sia stato anche uno dei candidate nelle precedenti due votazioni. A questa nomina si opposero i monaci cistercensi del monastero dello Yorkshire e l'arcidiacono di York sostenendo che il Concilio Lateranense II aveva concesso alle case di religiosi presenti nel territorio di una diocesi il diritto di partecipare alle elezioni dei vescovi di quella diocesi. Teobaldo di Bec e l'arcivescovo di Canterbury si opposero anch'essi alla elezione di Guglielmo, accusandolo, senza prove, di simonia o di aver acquisito le sue cariche religiose in modo truffaldino e di essere stato eletto grazie alle interferenze del re Stefano d'Inghilterra. Nel 1143 papa Innocenzo II stabilì che Guglielmo avrebbe dovuto essere integrato nella sua carica arcivescovile se avesse dichiarato sotto solenne giuramento, che le accuse contro di lui erano false. Il giuramento venne pronunciato da Guglielmo alla presenza di Enrico di Blois, in veste di legato pontificio, e questi lo dichiarò innocente per cui il 26 settembre 1143 egli venne consacrato arcivescovo.

### La deposizione
Come arcivescovo Guglielmo intraprese numerose riforme, divenendo molto popolare nell'arcidiocesi di York. Tuttavia egli necessitava del pallium, paramento concesso dal papa ad alcuni arcivescovi metropoliti e primati quale segno della giurisdizione in comune con la Santa Sede, ma i cistercensi che si erano opposti alla loro nomina, fecero di tutto per impedirgli di ottenerlo. Egli si recò a Roma a questo scopo ma l'elezione al Soglio Pontificio del cistercense Pietro Bernardo dei Pagnelli, che assunse il nome di Eugenio III, non gli fu favorevole. Bernardo di Chiaravalle, il monaco cistercense che era uno degli opinion leader di quei tempi, si adoperò fortemente per ottenere la sospensione di Guglielmo dalla sua carica, sostenendo presso il nuovo pontefice che Guglielmo aveva introdotto il potere secolare nella sua Chiesa, che egli opprimeva i monaci cistercensi e che aveva illegalmente sostenuto la nomina di Guglielmo di Santa Barbara a decano della cattedrale di York. Nell'inverno 1145/ '46 papa Eugenio III prese in esame la questione e dichiarò non valida la consacrazione episcopale di Guglielmo e lo sospese dalla sua carica. A Guglielmo venne richiesto di ottenere di persona la confutazione delle vecchie accuse mosse a Guglielmo di Santa Barbara, divenuto nel frattempo (dal 1143) vescovo di Durham.
Attendendo la definitiva decisione sul suo caso, Guglielmo FitzHerbert si recò presso il suo amico Ruggero II, re di Sicilia. Apprendendo della sua sospensione, alcuni sostenitori di Guglielmo FitzHerbert attaccarono nel 1146 l'abbazia di Fountains, distruggendone quasi tutti gli edifici, con eccezione della chiesa abbaziale ed alcuni fabbricati intorno ad essa. All'inizio del 1147 Guglielmo venne formalmente deposto dalla cattedra episcopale di York e la deposizione venne confermata dal Concilio di Reims, il 21 marzo 1148. Una nuova elezione venne indetta a York e ne erano candidati, fra gli altri, Ilario di Chichester, candidato del re, ed Henry Murdac, abate cistercense dell'abbazia di Fountains. Tra i sostenitori di Murdac vi erano i cistercensi, gran parte del clero diocesano, compreso Guglielmo di Santa Barbara. Entrambi i candidati si appellarono al papa, che confermò Murdac, il quale divenne così arcivescovo di York. Guglielmo FitzHerbert si ritirò quindi a Whinchester, la città che aveva lasciato quarant'anni prima, per intraprendere la sua carriera ecclesiastica.

### La seconda nomina
Stefano d'Inghilterra si rifiutò di accettare la deposizione di Guglielmo FitzHerbert e la nomina di Murdac, diffidando quest'ultimo dal prendere possesso della Sede, forse pensando di negoziare l'insediamento di Murdac in cambio del sostegno a favore del figlio Eustachio quale suo successore, a dispetto delle pretese al trono avanzate da Enrico d'Angiò. Nel giro di pochi anni morirono sia Murdac che papa Eugenio III, cosicché Guglielmo tornò a Roma a perorare la propria causa presso il nuovo pontefice, papa Anastasio IV. Questi gli dette ragione e Guglielmo venne reintegrato nella carica di arcivescovo di York il 20 dicembre 1153. Al suo rientro trionfale a York, mentre attraversava seguita da una folla entusiasta il fiume Ouse sul ponte della città, questo, oberato dal peso dei presenti, crollò ma non vi furono vittime.

### Il decesso
Dopo meno di un mese dal suo reinsediamento come arcivescovo di York, Guglielmo morì. Uno dei collaboratori di Guglielmo accusò della sua morte Osberto di Bayeux, un arcidiacono di York: secondo l'accusa Osberto l'avrebbe avvelenato ponendo del veleno nel calice della Messa. Osberto venne trascinato in giudizio davanti al re Stefano, tuttavia, prima che il processo avesse inizio, Stefano morì e non se ne fece più nulla. La salma di Guglielmo venne inumata nella Cattedrale di York.

## La canonizzazione
Poco dopo il suo decesso, cominciarono a venirgli attribuiti alcuni miracoli ed allorché un incendio danneggiò la sua tomba, venne percepito uscire da questa un soave profumo, mentre l'incendio non ebbe effetti sulla sua salma. Papa Onorio III dispose quindi un'inchiesta in proposito e nel 1227 lo elevò agli onori degli altari, stabilendo nell'8 giugno la sua memoria liturgica.
Le sue spoglie, traslate nel 1284 nella navata centrale della cattedrale, andarono perdute nel XVIII secolo.

## Genealogia episcopale
La genealogia episcopale è:
- Arcivescovo Robert di Jumièges
- Vescovo Guglielmo il Normanno
- Arcivescovo Lanfranco di Canterbury
- Arcivescovo Tommaso di York
- Arcivescovo Anselmo d'Aosta
- Vescovo Richard de Belmeis
- Arcivescovo William de Corbeil
- Vescovo Enrico di Blois
- Arcivescovo Guglielmo di York